# IEEE P802.1p
IEEE P802.1p va ser un grup de tasques actiu des del 1995 fins al 1998, responsable d'afegir l'acceleració de la classe de trànsit i el filtratge dinàmic de multidifusió a l'estàndard IEEE 802.1D. El grup de treball va desenvolupar un mecanisme per implementar la qualitat de servei (QoS) a nivell de control d'accés als mitjans (MAC). Tot i que aquesta tècnica es coneix comunament com a IEEE 802.1p, el treball del grup amb les noves classes de prioritat i el Protocol de registre d'atributs genèrics (GARP) no es va publicar per separat, sinó que es va incorporar a una revisió important de l'estàndard, IEEE 802.1D- 1998, que posteriorment es va incorporar a l'estàndard IEEE 802.1Q-2014. El treball també va requerir una breu esmena que ampliava la mida de trama de l'estàndard Ethernet en quatre bytes que es va publicar com a IEEE 802.3ac el 1998.
La tècnica QoS desenvolupada pel grup de treball, també coneguda com a classe de servei (CoS), és un camp de 3 bits anomenat Priority Code Point (PCP) dins d'una capçalera de trama Ethernet quan s'utilitzen trames etiquetades VLAN tal com defineix IEEE 802.1Q. Especifica un valor de prioritat entre 0 i 7 inclosos que poden ser utilitzats per disciplines de QoS per diferenciar el trànsit.

## Nivells de prioritat
Hi ha vuit classes diferents de servei disponibles tal com s'expressen a través del camp PCP de 3 bits en una capçalera IEEE 802.1Q afegida a la trama. La manera com es tracta el trànsit quan s'assigna a una classe en particular no està definida i es deixa a la implementació. L'IEEE, però, ha fet algunes recomanacions àmplies:
| Valor PCP | Prioritat       | Acrònim | Tipus de trànsit                      |
| --------- | --------------- | ------- | ------------------------------------- |
| 1         | 0 (el més baix) | BK      | Fons                                  |
| 0         | 1 (per defecte) | SER     | El millor esforç                      |
| 2         | 2               | EE      | Excel·lent esforç                     |
| 3         | 3               | CA      | Aplicacions crítiques                 |
| 4         | 4               | VI      | Vídeo, latència < 100 ms i fluctuació |
| 5         | 5               | VO      | Veu, latència < 10 ms i fluctuació    |
| 6         | 6               | I C     | Control d'Internet                    |
| 7         | 7 (el més alt)  | NC      | Control de xarxa                      |

Tingueu en compte que les recomanacions anteriors estan vigents des de l'IEEE 802.1Q-2005 i es van revisar a partir de les recomanacions originals de l'IEEE 802.1D-2004 per adaptar-se millor als serveis diferenciats per a xarxes IP.